# 奥平忠志
奥平 忠志（おくだいら ただし、1936年3月23日 - 2007年8月24日）は、日本の地理学者。専門は人文地理学。北海道教育大学名誉教授。兄に憲法学者である奥平康弘（東京大学名誉教授）がいる。

## 学歴
- 1936年3月 - 北海道函館市生まれ
- 1954年3月 - 北海道函館中部高等学校卒業[1]
- 1958年3月 - 東北大学理学部地学科卒業

## 職歴
- 1958年4月 北海道函館西高等学校教諭（-1962年）
- 1962年4月 函館工業高等専門学校講師（-1969年）
- 1969年4月 北海道教育大学函館校講師
- 1970年10月 同 助教授
- 1981年4月 同 教授（-1999年3月）
- 1983年 東北地理学会評議員
- 1992年 地理科学会評議員
- 1994年4月 北海道教育大学函館校主事（-1998年3月）
- 1995年 北海道地理学会会長
- 1998年 セントメリーズ大学名誉博士（教育学）
- 1999年4月 札幌国際大学観光学部長・大学院観光学研究科長（-2004年3月）
- 2001年4月 北海道教育大学名誉教授
- 2002年 北海道観光学会会長
- 2007年3月 国際協力機構専門員としてトルコに派遣（トルコ観光振興支援）。事故により頭部に重傷を負う。
- 2007年8月1日 函館市公益事業功労受賞
- 2007年8月24日 KKR札幌医療センターにて死去。叙正四位、授瑞宝中綬章。